# Premio Biblioteca Breve
De Premio Biblioteca Breve (voluit: Premio Biblioteca Breve de Novela) is een Spaanse internationale literatuurprijs.

## Beschrijving
De Premio Biblioteca Breve, bedoeld voor de schrijver van een nog ongepubliceerde Spaanstalige roman, werd in 1958 ingesteld door de in Barcelona gevestigde uitgeverij Editorial Seix Barral ter stimulering van jonge auteurs. In de jaren zestig stond de prijs vanwege de politieke situatie in Spanje, dat toen een militaire dictatuur onder generaal Francisco Franco was, ook open voor schrijvers van werken in het Portugees en Catalaans, hoewel geen daarvan werd onderscheiden. In 1970 werd de Premio Biblioteca Breve als gevolg van interne problemen binnen de uitgeverij niet toegekend. Drie jaar later werd de prijs mede vanwege moeilijkheden met de censuur van het Franco-regime afgeschaft.
In 1999 werd de Premio Biblioteca Breve door Editorial Seix Barral opnieuw ingesteld. Aan de prijs is een geldbedrag van 30.000 euro verbonden. Bovendien wordt het bekroonde werk uitgegeven. De Premio Biblioteca Breve, die ex aequo kan worden toegekend, wordt ieder jaar in januari uitgereikt in Barcelona.

## Winnaars 1958-1972
| Jaar | Winnaar                      | Land      | Boek                           |
| ---- | ---------------------------- | --------- | ------------------------------ |
| 1958 | Luis Goytisolo               | España    | Las afueras                    |
| 1959 | Juan García Hortelano        | Spanje    | Nuevas amistades               |
| 1961 | José Manuel Caballero Bonald | Spanje    | Dos días de septiembre         |
| 1962 | Mario Vargas Llosa           | Peru      | La ciudad y los perros         |
| 1963 | Vicente Leñero               | Mexico    | Los albañiles                  |
| 1964 | Guillermo Cabrera Infante    | Cuba      | Tres tristes tigres            |
| 1965 | Juan Marsé                   | Spanje    | Últimas tardes con Teresa      |
| 1967 | Carlos Fuentes               | Mexico    | Cambio de piel                 |
| 1968 | Adriano González León        | Venezuela | País portátil                  |
| 1969 | Juan Benet                   | Spanje    | Una meditación                 |
| 1970 | niet toegekend               | --        | --                             |
| 1971 | Nivaria Tejera               | Cuba      | Sonámbulo del sol              |
| 1972 | J. Leyva                     | Spanje    | La circuncisión del señor solo |

## Winnaars sinds 1999
| Jaar | Winnaar                 | Land       | Boek                               |
| ---- | ----------------------- | ---------- | ---------------------------------- |
| 1999 | Jorge Volpi             | Mexico     | En busca de Klingsor               |
| 2000 | Gonzalo Garcés          | Argentinië | Los impacientes                    |
| 2001 | Juana Salabert          | Spanje     | Velódromo de invierno              |
| 2002 | Mario Mendoza           | Colombia   | Satanás                            |
| 2003 | Juan Bonilla            | Spanje     | Los príncipes nubios               |
| 2004 | Mauricio Electorat      | Chili      | La burla del tiempo                |
| 2005 | Elvira Lindo            | Spanje     | Una palabra tuya                   |
| 2006 | Luisa Castro            | Spanje     | La segunda mujer                   |
| 2007 | Juan Manuel de Prada    | Spanje     | El séptimo velo                    |
| 2008 | Gioconda Belli          | Nicaragua  | El infinito en la palma de la mano |
| 2009 | Clara Usón              | Spanje     | Corazón de napalm                  |
| 2010 | Guillermo Saccomanno    | Argentinië | El oficinista                      |
| 2011 | Elena Poniatowska       | Mexico     | Leonora                            |
| 2012 | Javier Calvo            | Spanje     | El jardín colgante                 |
| 2013 | Rosa Regàs              | Spanje     | Música de cámara                   |
| 2014 | Fernando Aramburu       | Spanje     | Ávidas pretensiones                |
| 2015 | Fernando Marías Amondo  | Spanje     | La isla del padre                  |
| 2016 | Ricardo Menéndez Salmón | Spanje     | El Sistema                         |
| 2017 | Antonio Iturbe          | Spanje     | A cielo abierto                    |
| 2018 | Agustín Fernández Mallo | Spanje     | Trilogía de la guerra              |